# Тортилья
Торти́лья (торти́йя, мн. тортильяс, исп. tortilla — «маленькая круглая лепёшка», уменьшительное от torta; на языке науатль — tlaxcalli) — тонкая лепёшка из кукурузной или пшеничной муки, употребляемая в пищу главным образом в Мексике, странах Центральной Америки и США. В Мексике тортильяс являются одним из национальных блюд, базовое блюдо для бедняков.
Индейцы выпекали их с давних времён, а современное название им дали испанские конкистадоры. Индейцам тортильяс служили и едой, и ложкой. Мексиканцы объединили оба понятия в одном блюде уэвос ранчерос (huevos rancheros) — они выкладывают яичницу на тортилью и едят на завтрак с помидорами, толчёнными с красным перцем.
Тортилья является основой для многих блюд (в основном, мексиканской кухни и текс-мекс), например, энчилада, энтоматада, буррито, фахитас, такос, тостада, кесадилья, где в лепёшку заворачивают различную начинку. Кроме того, тортильи часто подают вместо хлеба к другим блюдам (например, к чили кон карне). Они служат основой для пирогов, рулетов с начинкой, канапе и сэндвичей. Их едят жареными или печёными, подают просто так или сворачивают и наполняют начинкой. Начинка может быть как солёная, так и сладкая. А хрустящие кусочки используют как гарнир, загущают ими супы или просто едят как чипсы, обычно с дип-соусами. Одной из разновидностей лепёшки является аризонский чиз-крисп. Данную лепёшку обжаривают вместе с потёртым сыром. Мексиканцы используют лепёшки вместо вилки, ложки и ножа — ею набирают соус или придерживают куски мяса, причём такой «столовый прибор» вполне уместно съесть в конце обеда. Поскольку выпечка из кукурузного теста быстро твердеет, едят всё это непременно в горячем виде.
Тортильи пекут на открытом огне в круглых плоских глиняных сковородах, называемых комаль. Раскалённая глина обеспечивает быстрое приготовление тортилий, которые не должны получаться сухими и хрупкими. Пекарь одним движением превращает массу вымешанного теста в тонкие диски, кидает их на комаль, а потом горячими вручает покупателям.
Тортилья — основа и «блюда бедняка», и «пищи господ». Первое — чилакилес (chilaquiles) — готовится из кусочков лепёшек, перца, сыра, колбасок, яиц, кусочков курицы или говядины (порой остатков вчерашней трапезы). Все ингредиенты просто перемешивают и обжаривают. Второе — одно из фирменных блюд Юкатана papatzul — сложнее: тортильи фаршируют кусочками свинины или крутых яиц и подают с соусом из толчёных тыквенных семечек, тыквенного масла и томатной пасты.

## Разновидности

### Кукурузная тортилья
Тортильи, приготовленные из кукурузы, являются старейшим сортом тортильи и остаются популярными в Северной, Центральной и Южной Америке, данные показывают, что народы региона Оахака в Мексике изготавливали лепёшки в античные времена (1500—500 гг. до н. э.). К концу XIX века появилась первая механическая машина для изготовления лепёшек, под названием «пресс для тортильи», лепёшки или тортильядора были изобретены и изготовлены в Мексике. Особенностью приготовления традиционной мексиканской кукурузной тортильи является неиспользование классической муки: в процессе подготовки теста зёрна кукурузы подвергаются особому процессу, который носит название никстамализация (от науаских слов nixtli (пепел) и tamalli (тесто). Ключевая часть этого процесса — варка зёрен кукурузы без доведения до кипения в известковой воде (слабом растворе гашёной извести, гидроксида кальция) с дальнейшим длительным в нём настаиванием.

### Пшеничная тортилья
Тортилья из пшеничной муки появилась значительно позже кукурузной. Первоначально такие тортильи появились в северных штатах Мексики, где климат благоприятен для выращивания пшеницы. В дальнейшем блюдо распространилось в южных штатах США (сначала — в основном, в буррито), где стало важной частью техасско-мексиканской кухни текс-мекс, потом — в Канаде, и далее перекочевало в Европу и по всему миру. Основные используемые при приготовлении компоненты — мука, вода, сливочное (допустимо растительное) масло и соль, иногда используют различного рода добавки: например, мускатный орех.